# 香港圍村
香港的圍村（英語：Walled Villages）多位於新界，主要分為「本地圍」和「客家圍」兩大類。「本地圍」是指本地人村落（即围头人），而「客家圍」是指客家人村落。明朝時沿海寇患頻繁，居民為求自保，於房屋周圍建矮石牆，用以抗盜，當時粉嶺龍躍頭的老圍便是香港最早的圍村。清朝初年，厲行「遷海令」以絕接濟在台灣反清的鄭成功，沿海空虛而淪為寇穴，康熙八年（1669年）復界後，本地人獲准遷回舊地，而在这时期，客家人也开始从內地的山区迁入香港，他们进入原属围头原居民之地定居，围头与客家双方由于语言、风俗不同而互生磨擦，加之土地的分配利益，因而双方产生土客械斗，土的一方指围头人，而客的一方指客家人。
「本地圍」所居住的是本地人（即围头人），每個家庭有獨立的房屋，四周建有高牆環繞。牆基採用大麻石鞏固，而牆身用青磚砌成，四邊的胸牆開有槍孔。圍內建築整齊，有明顯的中軸線，神廳設於末端。門外挖掘護城壕溝，圍門是連環鐵門或木條橫柵門。
乾隆嘉慶期間，客家居民遷居新界日多，多在本地人毗鄰建立新村定居，由於語言、風俗不同而互生磨擦，加以土地分配利益，因而双方产生土客械斗，遂客家人就仿原居地山区圍龍屋型制，建造「圍屋」，聚族而居，用以械斗防衛。
「客家圍」形制是主要由多間房屋組成的圍屋群，房屋牆身特厚而窗戶特小，部分橫屋的牆壁組成圍村的牆壁，圍屋四角設有炮樓（又名圍斗或瞭望台)

## 香港圍村列表

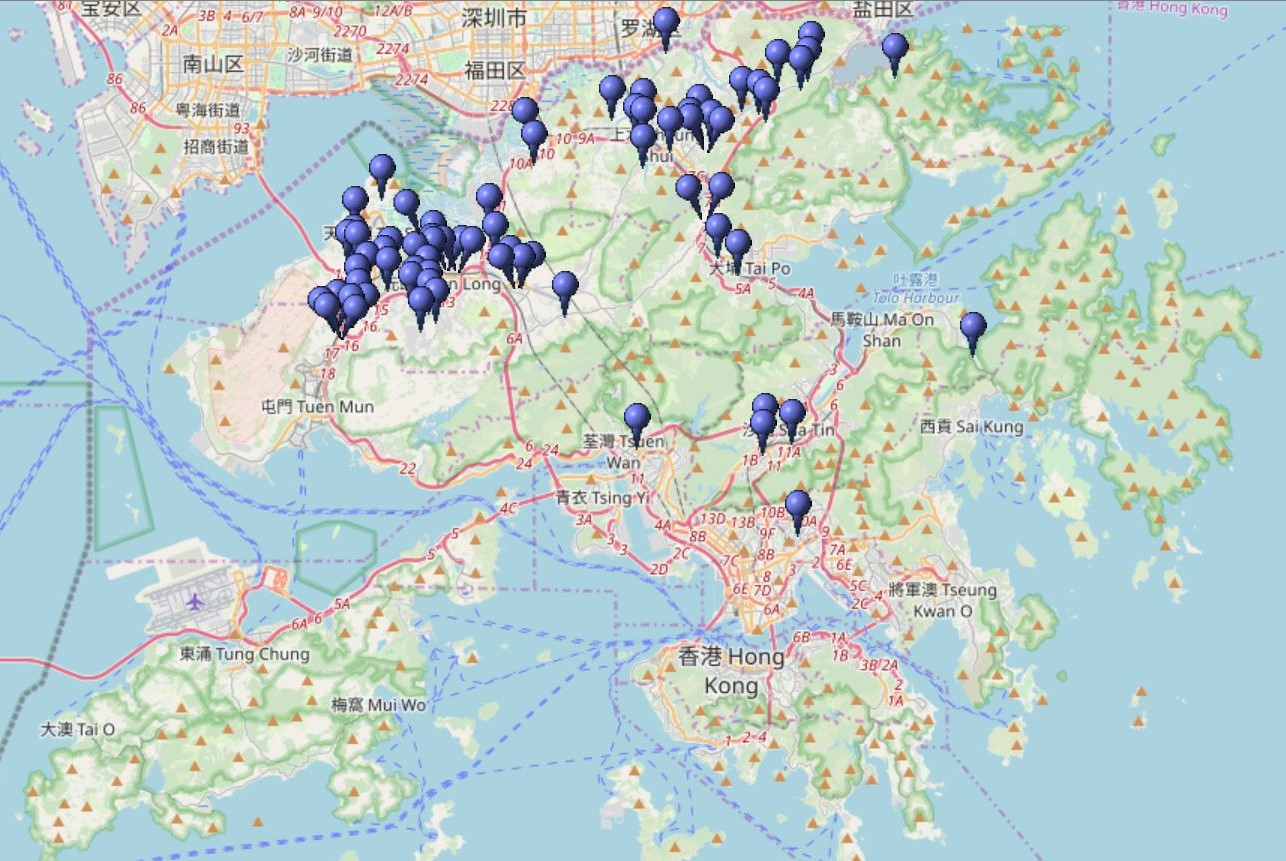
香港圍村位置分佈圖

| 名稱         | 別名或俗稱   | 照片 | 地區         | 類型                     | 備註                       |
| 九龍         | 九龍         | 九龍 | 九龍         | 九龍                     | 九龍                       |
| ------------ | ------------ | ---- | ------------ | ------------------------ | -------------------------- |
| 衙前圍       | 餘慶圍       |      | 新蒲崗       | 本地圍村                 | 於2016年封閉等候拆卸重建。 |
| 新界         |              |      |              |                          |                            |
| 烏溪沙村     |              |      | 沙田烏溪沙   | 客家圍村                 |                            |
| 沙田圍       | 沙田村       |      | 沙田沙田圍   | 雜姓客家村               | 圍牆無存                   |
| 曾大屋       | 山廈圍       |      | 沙田沙田圍   | 典型客家圍村             |                            |
| 大圍         | 積存圍       |      | 沙田大圍     | 本地圍村                 |                            |
| 田心圍       | 田心村       |      | 沙田大圍     | 雜姓本地圍村             |                            |
| 三棟屋       |              |      | 荃灣         | 客家圍屋                 | 現為三棟屋博物館           |
| 楊小坑村     |              |      | 屯門         | 客家圍村                 |                            |
| 良田村       |              |      | 屯門         | 客家圍村                 |                            |
| 黃家圍       |              |      | 屯門         | 客家圍村                 |                            |
| 虎地村       |              |      | 屯門         | 客家圍村                 |                            |
| 麒麟圍       |              |      | 屯門         | 雜姓 客家圍村            |                            |
| 寶塘下村     |              |      | 屯門         | 本地圍村                 |                            |
| 紫田村       |              |      | 屯門         | 本地村和 客家圍村        |                            |
| 子田圍       | 子屯圍       |      | 屯門         | 客家圍村                 |                            |
| 屯子圍       | 田子圍       |      | 屯門藍地     | 本地圍村                 |                            |
| 青磚圍       | 麥園圍       |      | 屯門藍地     | 本地圍村                 |                            |
| 藍地村       | 永安村       |      | 屯門藍地     | 本地圍村                 | 沒有圍牆                   |
| 泥圍         | 黃崗圍       |      | 屯門藍地     | 本地圍村                 |                            |
| 順風圍       | 順豐圍       |      | 屯門藍地     | 本地圍村                 |                            |
| 鍾屋村       | 廣田圍       |      | 屯門藍地     | 本地圍村                 |                            |
| 橋頭圍       |              |      | 元朗屏山     | 本地圍村                 |                            |
| 灰沙圍       |              |      | 元朗屏山     | 本地圍村                 |                            |
| 上璋圍       | 上章圍       |      | 元朗屏山     | 本地圍村                 |                            |
| 石埔村       | 石步圍       |      | 元朗屏山     | 本地圍村                 |                            |
| 欖口村       |              |      | 元朗屏山     | 本地圍村                 |                            |
| 山下村       | 山廈村       |      | 元朗屏山     | 本地圍村                 |                            |
| 水邊圍       | 鴨乸圍       |      | 元朗橫洲     | 本地圍村                 | 沒有圍門與圍牆             |
| 中心圍       | 忠心圍       |      | 元朗橫洲     | 本地圍村                 |                            |
| 大井圍       |              |      | 元朗橫洲     | 本地圍村                 |                            |
| 吳屋村       |              |      | 元朗橫洲     | 本地圍村                 | 只存圍門                   |
| 沙江圍       | 蚺蛇鬱       |      | 元朗厦村     | 本地圍村                 |                            |
| 輞井圍       |              |      | 元朗厦村     | 本地圍村                 |                            |
| 田心         | 田心圍       |      | 元朗厦村     | 本地圍村                 |                            |
| 錫降圍       |              |      | 元朗厦村     | 本地圍村                 |                            |
| 祥降圍       | 老圍         |      | 元朗厦村     | 本地圍村                 |                            |
| 南邊圍       |              |      | 元朗十八鄉   | 本地圍村                 |                            |
| 西邊圍       |              |      | 元朗十八鄉   | 本地圍村                 |                            |
| 大圍         |              |      | 元朗十八鄉   | 本地圍村                 |                            |
| 英龍圍       |              |      | 元朗十八鄉   | 本地圍村                 |                            |
| 馬田村       |              |      | 元朗十八鄉   | 本地圍村                 |                            |
| 田寮村       |              |      | 元朗十八鄉   | 本地圍村                 |                            |
| 木橋頭村     |              |      | 元朗十八鄉   | 本地圍村                 |                            |
| 水蕉新村     |              |      | 元朗十八鄉   | 型格近似本地圍村的客家村 |                            |
| 楊家村       |              |      | 元朗大棠     | 客家圍屋                 |                            |
| 吉慶圍       | 灰沙圍       |      | 元朗錦田     | 本地圍村                 |                            |
| 泰康圍       |              |      | 元朗錦田     | 本地圍村                 |                            |
| 永隆圍       |              |      | 元朗錦田     | 本地圍村                 |                            |
| 沙埔村       |              |      | 元朗錦田     | 本地圍村                 |                            |
| 合山圍       | 蓮花地       |      | 元朗八鄉     | 本地圍村                 |                            |
| 東鎮圍       |              |      | 元朗新田     | 本地圍村                 |                            |
| 仁壽圍       | 老圍         |      | 元朗新田     | 本地圍村                 |                            |
| 永平村       |              |      | 元朗新田     | 本地圍村                 |                            |
| 石湖圍       |              |      | 元朗新田     | 本地圍村                 |                            |
| 壆圍         | 壆頭圍       |      | 元朗新田     | 本地圍村                 |                            |
| 米埔老圍     |              |      | 元朗新田     | 本地圍村                 |                            |
| 泮涌         |              |      | 大埔大埔墟   | 雜姓本地圍村             |                            |
| 大埔頭水圍   | 大埔頭老圍   |      | 大埔太和     | 本地圍村                 |                            |
| 中心圍       | 青磚圍       |      | 大埔泰亨     | 本地圍村                 |                            |
| 灰沙圍       |              |      | 大埔泰亨     | 本地圍村                 |                            |
| 梧桐寨       |              |      | 大埔梧桐寨   | 客家圍村                 |                            |
| 企嶺下老圍   |              |      | 西貢北十四鄉 | 客家圍屋                 |                            |
| 企嶺下新圍   |              |      | 西貢北十四鄉 | 客家圍屋                 |                            |
| 蠔涌         |              |      | 西貢蠔涌     | 本地圍村                 |                            |
| 上窰         |              |      | 西貢北潭涌   | 客家圍屋                 | 現為上窰民俗文物館         |
| 高塘         |              |      | 西貢高塘     | 本地圍村                 |                            |
| 白沙澳       | 白沙凹       |      | 西貢北白沙澳 | 客家圍屋                 |                            |
| 白沙澳下洋   |              |      | 西貢北白沙澳 | 客家圍屋                 |                            |
| 麻笏圍       | 鬱蔥圍       |      | 粉嶺龍躍頭   | 本地圍村                 | 龍躍頭「五圍六村」之一     |
| 老圍         |              |      | 粉嶺龍躍頭   | 本地圍村                 | 龍躍頭「五圍六村」之一     |
| 永寧圍       | 六屋         |      | 粉嶺龍躍頭   | 本地圍村                 | 龍躍頭「五圍六村」之一     |
| 東閣圍       |              |      | 粉嶺龍躍頭   | 本地圍村                 | 龍躍頭「五圍六村」之一     |
| 新圍         | 覲龍圍       |      | 粉嶺龍躍頭   | 本地圍村                 | 龍躍頭「五圍六村」之一     |
| 孔嶺         |              |      | 粉嶺孔嶺     | 本地圍村                 |                            |
| 丹竹坑老圍   | 丹竹坑       |      | 粉嶺丹竹坑   | 本地圍村                 |                            |
| 新屋仔       |              |      | 粉嶺丹竹坑   | 客家圍村                 |                            |
| 圍內村       | 上水圍、老圍 |      | 上水上水圍   | 客家圍村                 |                            |
| 大頭嶺       |              |      | 上水大頭嶺   | 本地圍村                 | 圍牆已拆                   |
| 松柏塱       |              |      | 上水松柏塱   | 本地群居圍村             |                            |
| 客家圍       |              |      | 上水松柏塱   | 客家圍屋                 |                            |
| 河上鄉老圍   | 北邊圍       |      | 上水河上鄉   | 本地圍村                 |                            |
| 河上鄉南邊圍 |              |      | 上水河上鄉   | 本地圍村                 |                            |
| 丙崗         |              |      | 上水丙崗     | 本地圍村                 |                            |
| 蕉徑老圍     |              |      | 上水蕉徑     | 客家圍屋                 |                            |
| 麻雀嶺       |              |      | 沙頭角麻雀嶺 | 客家圍屋                 |                            |
| 萬屋邊       |              |      | 沙頭角萬屋邊 | 雜姓群居客家圍屋         |                            |
| 禾坑         |              |      | 沙頭角禾坑   | 單姓客家圍村和圍屋群     |                            |
| 荔枝窩       |              |      | 沙頭角荔枝窩 | 大型客家圍村             |                            |
| 谷埔老圍     |              |      | 沙頭角谷埔   | 客家圍村                 |                            |

資料來源：香港圍村調查計劃

## 著名圍村
香港大多數圍村都設在新界，多集中於元朗（包括屏山、廈村、十八鄉及新田等）、錦田（包括錦田及八鄉）、粉嶺上水（包括大埔、粉嶺、上水、沙頭角及打鼓嶺等）及沿海谷地（包括沙田、荃灣及屯門），曾為「新界五大氏族」——鄧氏、侯氏、彭氏、廖氏和文氏的聚居地。
按1995年5月的《香港圍村調查報告》（蕭國健、沈思、葉慶芳著），香港新界等地調查的131條村莊中，有「圍」名者共71，可考之有圍門者凡84，有圍牆者凡57，其圍牆四角建有更樓者凡21。

### 吉慶圍

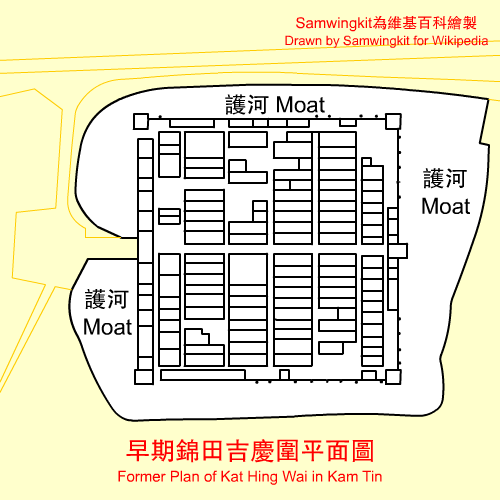
早期錦田吉慶圍的平面圖

吉慶圍是香港一個著名的圍頭圍村，位於元朗錦田錦田公路側，與永隆圍、泰康圍、南圍、北圍和新圍合稱「錦田六圍」。
吉慶圍呈長方形，佔地45畝（長約100公尺，寬約90公尺），設計整齊、對稱，是典型的圍村建築。鄧氏遠祖鄧符協早於北宋時來此定居，後來族人鄧伯經與另外兩人於明朝成化年間（1465年至1487年）建築圍村居住，至今已逾500年歷史。這裏住有400個鄧氏後人。
此村初無圍牆，及至清朝康熙初年，由於地處瀕海，為防寇盜，鄧珠彥和鄧直見才加建了6公尺高的青磚圍牆。牆基用石築砌而成，壁上有砲口，圍牆四角，均築砲樓，並加連環鐵閘。圍外原有一道1000多米的護河圍繞，是1662年至1721年間加建的，後來被填平，現時只有部分被保留了數米寬的河面。吉慶圍只有一個出入口，門口外有一塊記載鄧氏歷史的銅牌。圍村內設有一座小廟，供奉15位神祇。
吉慶圍曾是錦田居民的抗英據點，參見鐵門事件。
時至今日，吉慶圍仍被18英尺厚的城牆包圍，但隨著城市發展，已大為失色。圍牆內的舊屋大多改建成西班牙別墅，尤如空殼。

### 曾大屋

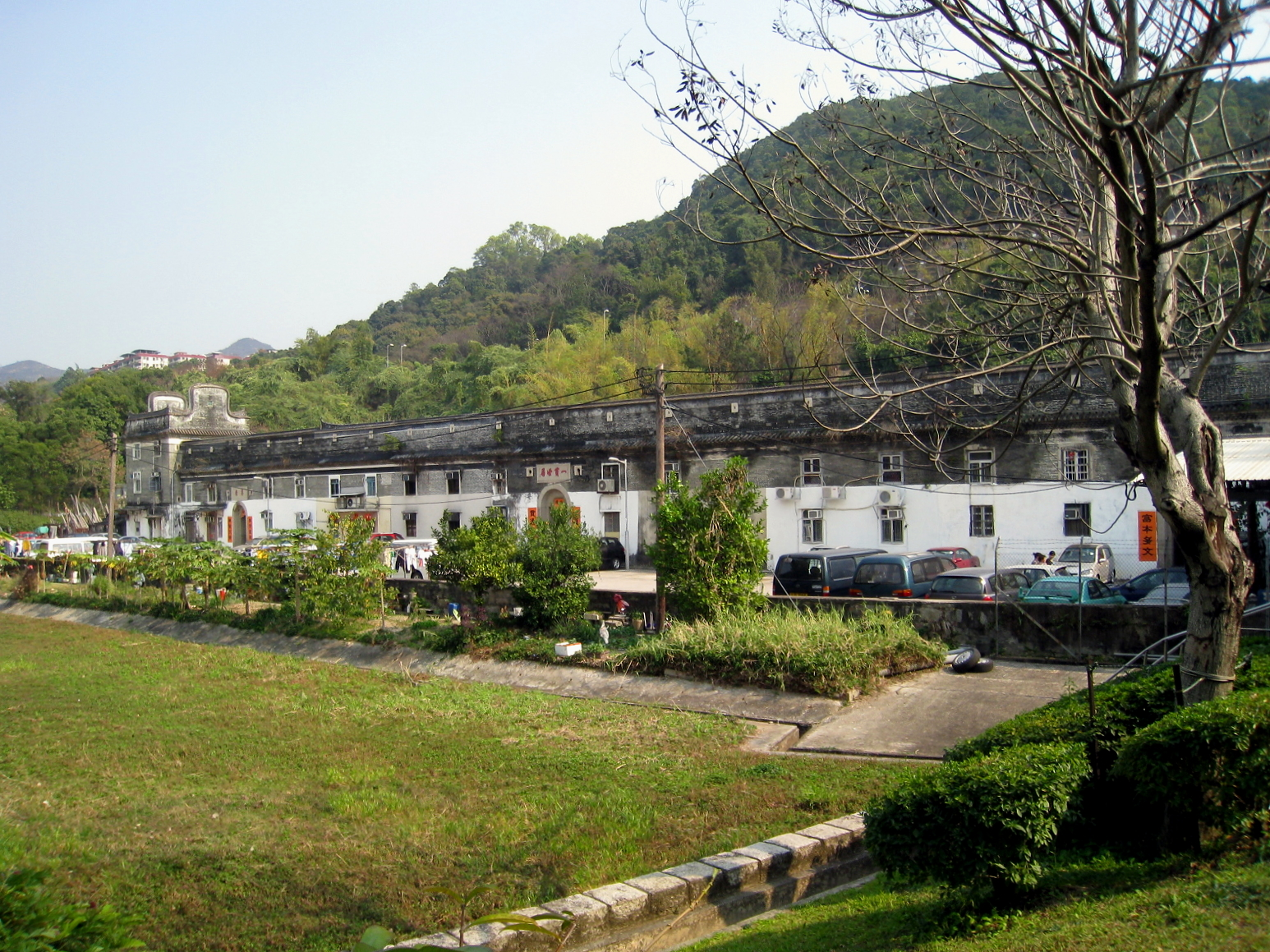
曾大屋

曾大屋，又稱「曾氏大屋」、舊稱「山下圍」或「山廈圍」，位於沙田博康邨旁邊，鄰近獅子山隧道，是區內保存得最好的圍村之一，亦是僅存的最大客家式大宅。
曾大屋是曾氏家族的住宅，由曾貫萬於1848年建造。曾氏建宅的起源有二：一、曾氏在西灣河經營石礦場，並在筲箕灣開設三利石廠，後來致了富，便在沙田興建圍村供族人居住。二、曾貫萬是五品官，相傳有一班海盜把漁穫交予他保管，他在漁穫下面發現大量銀幣，而海盜又一去不回，遂用之興建建宅。
曾大屋呈長方形，總面積達6000多平方公尺，採用了曾氏的東北五華老家的建築風格──堡壘式的格局，圍牆採用了花崗石、青磚和精選的木材，而四角均築有鑊耳型的三層高碉堡，碉堡上有槍孔和瞭望台。庭院內還有兩口井。曾大屋的建築充滿官家氣派，將防禦和抗敵的因素集於一身，與新界的其他圍村迥然不同。
圍村在第二次世界大戰時曾收容逃難人士，所以被尊稱為「曾大屋」。

### 上水圍

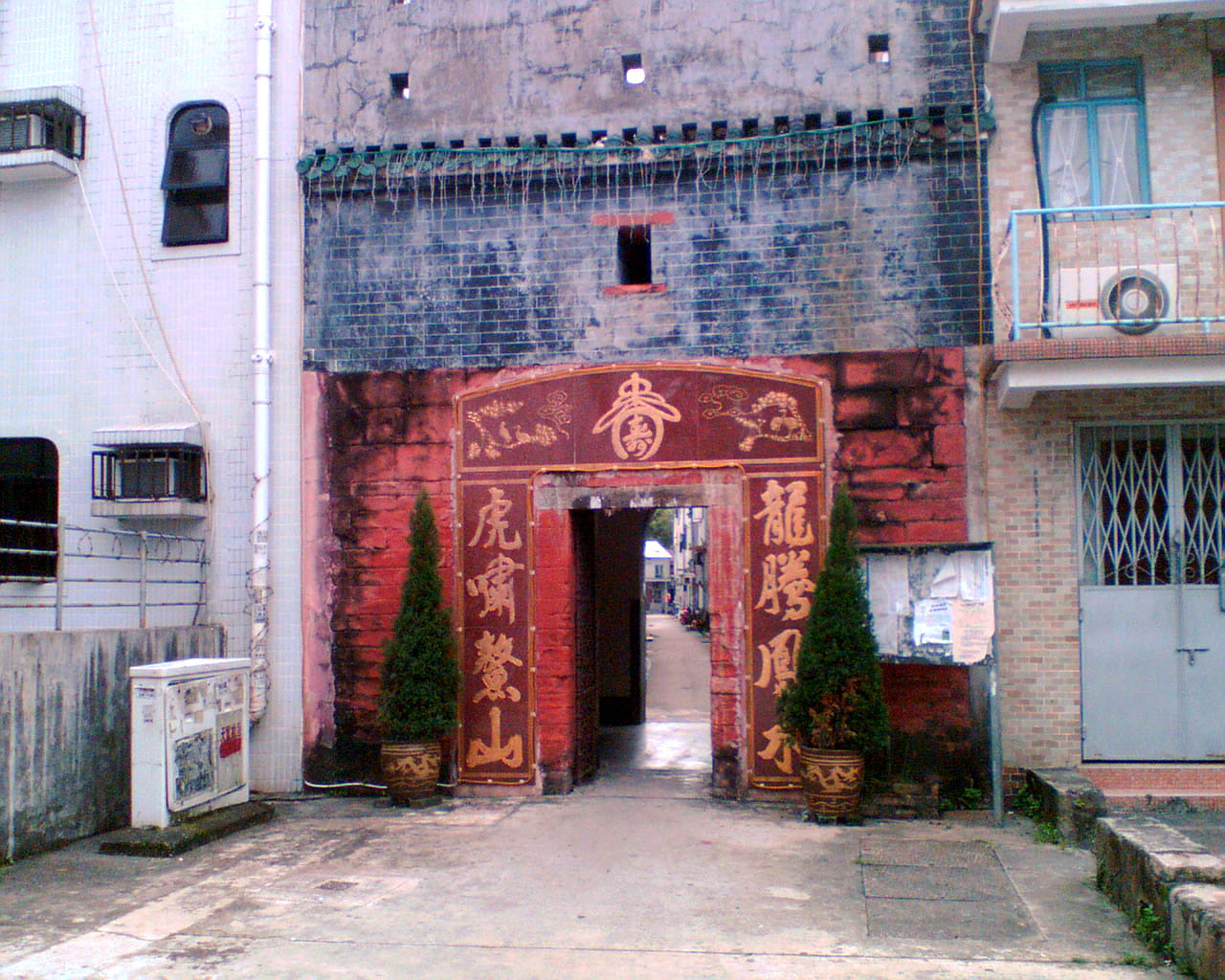
上水圍

上水圍位於上水上水鄉內，建於1646年。圍村結構嚴謹，仍然保留原有的護河，是鄉郊各個聚居地之中的極少數。上水圍是廖氏家族的核心，其遠祖在元朝（1271年至1368年）從福建南下，立籍於此。
鄉內的廖萬石堂，建於1751年，是香港保存最好及最具規模的圍頭宗祠之一，建造講究，陳列大量珍貴文物，1985年獲列為法定古蹟。 
上水圍每60年才慶祝太平清醮，最近的一次在2006年舉行。

### 粉嶺圍

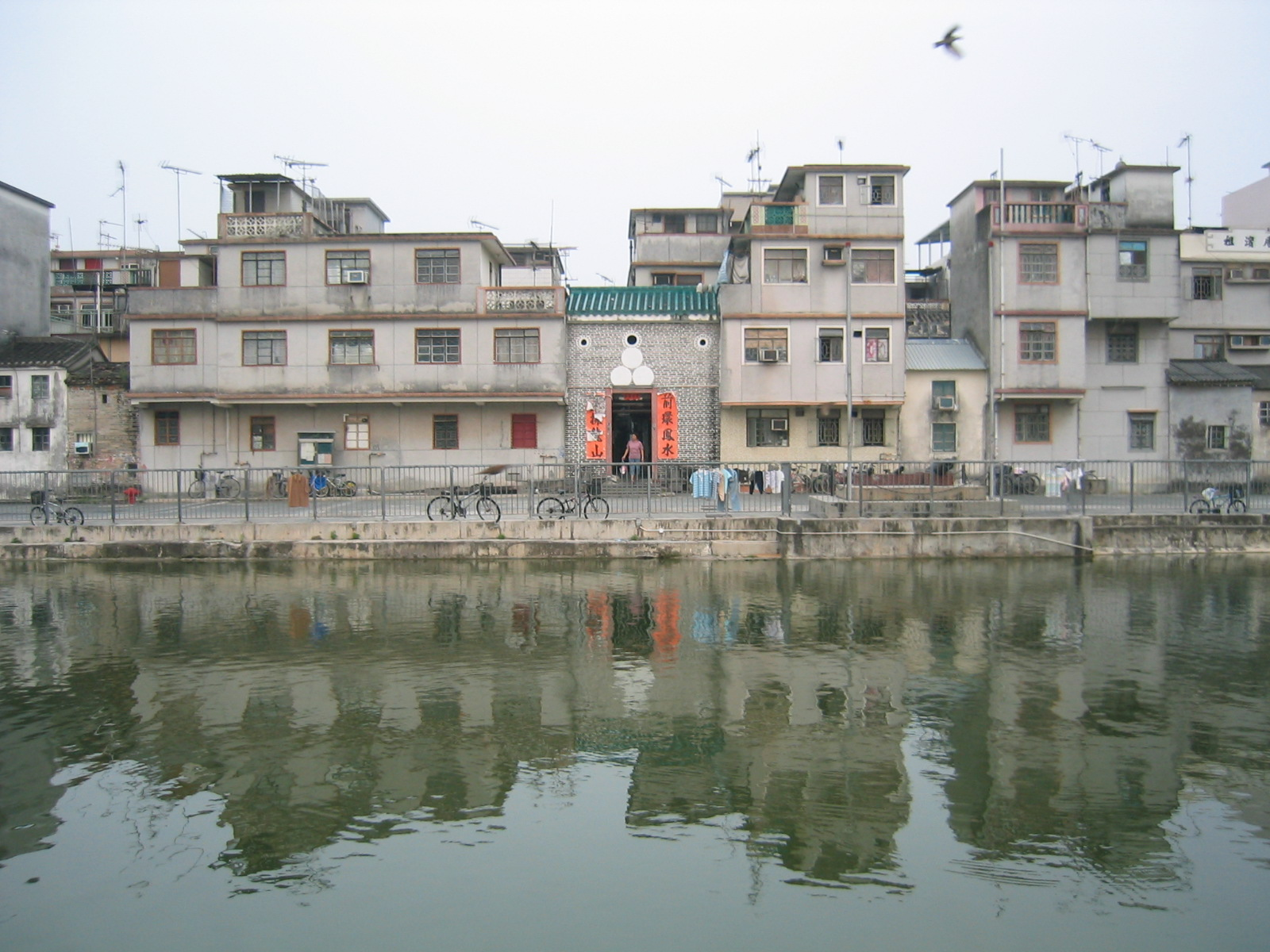
池塘中的粉嶺圍倒影

粉嶺圍位於粉嶺，由彭氏家族興建，至今已逾700年歷史。粉嶺圍以別緻的池塘和特別的布局聞名，大砲、城樓和風水魚塘也別具特色，是香港少數能夠保留古色古香的圍村。宋朝末年（1120年至1280年期間），彭氏家族從潮州揭阳县遷居 扺港，並在此定居。圍村、風水魚塘和古砲，均建於明朝萬曆年間。
粉嶺圍還近建有思德書室和彭氏宗祠，建築古雅，重修後仍保留清代建築的風格，保留的文物甚為豐富。
粉嶺圍有彭氏分支到蕉徑。

### 衙前圍村
衙前圍村位於九龍新蒲崗東光道，東頭村側，是九龍其中一條古老的村落，亦是市區內僅存且風貌不變的圍村，仍然保存了完整的村屋、祖堂及天后廟。
衙前圍村建於元末明初（1352年），距今620餘年，是吳、陳、李三姓自中原南來定居的地方。圍村曾建有瞭望臺、護河和吊橋等。護河在日治時期被填平，吊橋亦已不復存在。村內曾裝有兩具大炮，保衛族人，後來被埋藏於村口附近。
衙前圍村內的古蹟主要有天后廟及吳氏宗廟。村內每年會舉行齋醮，往往會10年慶祝太平清醮，持續數天。該村的太平清醮始於1726年，最近的一次在1996年舉行。
現時，發展商長江實業擁有衙前圍村的八成業權。長實早於1982年開展圍村的收購行動，1993年土地發展公司（市區重建局前身）宣布將該村納入重建項目，2006年1月與村民達成保留古蹟的協議。